# Mohamadou Sumareh
Mohamadou Sumareh (Fajara, 20 settembre 1994) è un calciatore gambiano naturalizzato malaysiano, centrocampista del Johor Darul Ta'zim e della nazionale malaysiana.

## Carriera

### Club
Ha giocato nella massima serie malaysiana e in quella thailandese.

### Nazionale
Nel 2018, dopo aver ottenuto la cittadinanza malaysiana, ha esordito con la selezione asiatica, con la quale nel 2023 ha anche partecipato alla Coppa d'Asia.

## Statistiche

### Cronologia presenze e reti in nazionale
| Cronologia completa delle presenze e delle reti in nazionale ― Malaysia | Cronologia completa delle presenze e delle reti in nazionale ― Malaysia | Cronologia completa delle presenze e delle reti in nazionale ― Malaysia | Cronologia completa delle presenze e delle reti in nazionale ― Malaysia | Cronologia completa delle presenze e delle reti in nazionale ― Malaysia | Cronologia completa delle presenze e delle reti in nazionale ― Malaysia | Cronologia completa delle presenze e delle reti in nazionale ― Malaysia | Cronologia completa delle presenze e delle reti in nazionale ― Malaysia |
| Data                                                                    | Città                                                                   | In casa                                                                 | Risultato                                                               | Ospiti                                                                  | Competizione                                                            | Reti                                                                    | Note                                                                    |
| ----------------------------------------------------------------------- | ----------------------------------------------------------------------- | ----------------------------------------------------------------------- | ----------------------------------------------------------------------- | ----------------------------------------------------------------------- | ----------------------------------------------------------------------- | ----------------------------------------------------------------------- | ----------------------------------------------------------------------- |
| 12-10-2018                                                              | Colombo                                                                 | Sri Lanka                                                               | 1 – 4                                                                   | Malaysia                                                                | Amichevole                                                              | 1                                                                       | 46’                                                                     |
| 3-11-2018                                                               | Kuala Lumpur                                                            | Malaysia                                                                | 3 – 0                                                                   | Maldive                                                                 | Amichevole                                                              | 1                                                                       | 58’                                                                     |
| 11-6-2019                                                               | Kuala Lumpur                                                            | Timor Est                                                               | 1 – 5                                                                   | Malaysia                                                                | Qual. Mondiali 2022                                                     | 1                                                                       | 93’                                                                     |
| 5-9-2019                                                                | Giacarta                                                                | Indonesia                                                               | 2 – 3                                                                   | Malaysia                                                                | Qual. Mondiali 2022                                                     | 2                                                                       | 36’                                                                     |
| 14-11-2019                                                              | Kuala Lumpur                                                            | Malaysia                                                                | 2 – 1                                                                   | Thailandia                                                              | Qual. Mondiali 2022                                                     | 1                                                                       | 84’                                                                     |
| Totale                                                                  |                                                                         | Presenze                                                                | 23                                                                      |                                                                         | Reti                                                                    | 6                                                                       |                                                                         |

## Palmarès

### Club

#### Competizioni nazionali
- Malaysia Super League: 4

Johor Darul Ta'zim: 2021, 2022, 2023, 2024-2025
- Coppa della Malaysia: 3

Johor Darul Ta'zim: 2022, 2023, 2024-2025